# Aeschynite-(Ce)
L'aeschynite-(Ce) est une espèce minérale de formule chimique (Ce,Ca,Fe,Th)(Ti,Nb)2(O,OH)6. Elle se présente sous forme d'aiguilles brunâtres ou noires, prismatiques, parallèles à [001], également tabulaires sur {010} et striées sur {010} parallèlement à [100]. Elle a aussi un habitus massif, indistinct. L'aeschynite-(Ce) est radioactive. 
Découverte en 1825 et validée par l'IMA à postériori, elle a été rebaptisée pour suivre les nouvelles normes de nomenclature et possède le symbole Aes-Ce.
Son nom vient du grec ancien αισχύνη / aeschyne signifiant « honte », en référence aux difficultés rencontrées par les premiers chimistes pour séparer le titane du zirconium dans certains échantillons, l'élément lanthanide dominant dans la composition. « Ce » est le symbole chimique du cérium, élément le plus présent dans la molécule après l'oxygène.

## Histoire
Découverte par J. N. Menge en 1825 dans la fosse de gadolinite (fosses n° 75-76), dans les monts Ilmen de l'Oural, (oblast de Tcheliabinsk) en Russie. Il l'identifie d'abord à de la gadolinite, mais le matériau est ensuite analysé par Victor Hartwall au laboratoire du chimiste suédois Jöns Jacob Berzelius et déterminé comme nouveau minéral. Berzelius lui donne d'abord le nom de « titanate de zircone », puis d'aeschynite en 1830. 
Un minéral découvert au Canada en 1927, baptisé lyndochite par Ellsworth son découvreur, était supposément une variété de l'euxénite, étonnamment riche en niobium. Ce classement est remis en cause par Butler en 1957 qui le rapproche plus de l'aeschynite. En 1962, Gorzhevskaya et Sidorenko découvrent une nouvelle occurrence de lyndochite en Chine, dont l'analyse chimique et le diagramme de rayons X ressemblent à ceux de l'aeschynite. En 1965, Horne et Butler ont décrit une seconde occurrence de lyndochite au Kenya, incluant une nouvelle analyse chimique et une comparaison avec des échantillons canadiens. Ils ont noté des similitudes dans les diagrammes de poudre aux rayons X, suggérant que la lyndochite devait être classée comme une espèce distincte, étant donné la différence de composition avec d'autres titanoniobates métamictes. Leur étude a révélé que les lyndochites présentent des niveaux d'yttrium supérieurs à ceux de certaines aeschynites, mais elle ne repose que sur des données restreintes pour la série aeschynite-priorite. Une redéfinition des liens entre les différents minéraux par la CNMNC de l'IMA en juin 1966 aboutit à la création du groupe de l'aeschynite et la validation des membres avec leurs différentes teneurs en terres rares et à la disqualification de la lyndochite comme espèce distincte, qui est reléguée comme variété du minéral.
Les autres membres du groupe de l'aeschynite sont l'aeschynite-(Nd), l'aeschynite-(Y), la nioboaeschynite-(Ce), la nioboaeschynite-(Nd), la nioboaeschynite-(Y), la rynersonite, la tantalaeschynite-(Y), un minéral non encore officialisé (sous la référence UM2001-09-O:CaNbREESiTiY), et la vigezzite.
Elle possède 2 variétés : l'alumolyndochite, riche en aluminium et la calciolyndochite, riche en calcium.
La localité type se situe dans une réserve naturelle, à une quinzaine de kilomètres à l'ouest de la ville de Tcheliabinsk. Il y est trouvé de la godalite, de la magnétite, des feldspaths, se muscovite, du zirconium, entre autres.

## Chimie
De formule (Ce,Ca,Fe,Th)(Ti,Nb)2(O,OH)6, l'aeschynite-(Ce) possède une masse molaire de 305,70 g. Le dioxyde de titane (TiO2) représente 45,73 % de cette masse. Le lanthanide le plus présent est effectivement le cérium (27,5 %).
| Composition | Composition |
| ----------- | ----------- |
| Calcium     | 3,93 %      |
| Cérium      | 27,50 %     |
| Titane      | 27,41 %     |
| Niobium     | 7,60 %      |
| Fer         | 1,83 %      |
| Hydrogène   | 0,33 %      |
| Oxygène     | 31,40 %     |

L'aeschynite-(Ce) forme une série chimique avec la nioboaeschynite-(Ce) et l'aeschynite-(Y). Elle est radioactive en raison de la présence de thorium. C'est aussi un minéral magnétique. Elle est aussi leur analogue structurel (Ce) et se trouve être généralement métamicte.

## Structure cristalline
Le système cristallin de ce minéral est orthorhombique, ce qui signifie qu'il présente trois axes de même longueur, perpendiculaires les uns aux autres. Sa classe minéralogique, selon la notation Hermann-Mauguin, est écrite mmm (2/m 2/m 2/m), indiquant un caractère dipyramidal.
L'aeschynite-(Ce) appartient au groupe d'espace Pmna. Les paramètres de la maille unitaire sont a = 7,538 Å, b = 10,958 Å et c = 5,396 Å avec un rapport entre ces dimensions  de 0,688 : 1 : 0,492.
Le volume de la maille unitaire est calculé à 445,72 Å3.

## Formation et gisements
Un des scénarios de formation de l'aeschynite-(Ce) la fait remonter à la première croûte continentale terrestre, il y a plus de 4,4 milliards d'années (stade 4a de la paragenèse) dans des roches intrusives granitiques (mode paragénétique 19). L'autre scénario implique la formation des roches ignées hautement évoluées (stade 4b) de plus de 3 milliards d'années que sont les pegmatites granitiques complexes, les roches ignées ultra-alcalines et agpaïtiques et les carbonatites, kimberlites et autres roches ignées apparentées.
Les gisements du minéral ont comme contexte géologique les massifs de syénite néphélinique et de syénite alcaline, les pegmatites granitiques et les carbonatites des roches alcalines, où il est un minéral détritique dans les placers.
D'après la base de données minéralogiques Mindat.org, il y a, en 2025, 42 gisements dans le monde, la plupart en Europe centrale. En France, on remarque des affleurements d'aeschynite-(Ce) dans les Pyrénées (col d'Etche et col d'Urdach dans les Pyrénées-Atlantiques).